# Сан Ђузепе (Беневенто)
Сан Ђузепе је насеље у Италији у округу Беневенто, региону Кампанија.
Према процени из 2011. у насељу је живело 182 становника. Насеље се налази на надморској висини од 500 м.